# زاوية سيدي المربوسي
زاوية سيدي المربوسي أو زاوية الأربعاء هي إحدى الزوايا في الجزائر الواقعة في بلدية الأربعاء بدائرة الأربعاء ضمن ولاية البليدة وسهل متيجة والأطلس البليدي، والتابعة لمنهاج الطريقة الرحمانية.

## التأسيس
تم تأسيس زاوية سيدي المربوسي خلال القرن التاسع عشر الميلادي من طرف سيدي المربوسي (1785م-1860م) أجل التربية والتعليم في أعالي بلدية الأربعاء في الأطلس البليدي، وكانت بمثابة منارة استضاء بها أهل سهل متيجة لعقود.
وكانت هذه المنطقة زاخرة بالعديد من الزوايا التي من بينها «زاوية سيدي خير الدين» ببني موسى، و«الزاوية الحبيبية» ببوفاريك، و«زاوية سيدي السعيد» ببن خليل، و«زاوية سيدي النميلي» بصوحان، و«زاوية سيدي الحبشي» ببن خليل، و«زاوية الهلال» بالشبلي.

## الاحتلال الفرنسي للجزائر
كان شيوخ زاوية سيدي المربوسي قبل وأثناء السنوات الأولى من الاحتلال الفرنسي للجزائر يتواصلون مع الزوايا الصوفية في مدينة الجزائر القريبة منهم.
وكانت قصبة الجزائر تضم العديد من زوايا قبل عام 1846م، وهي زاوية سيدي عبد الرحمن الثعالبي، وزاوية سيدي السعدي، وزاوية القاضي المالكي، وزاوية سيدي أعمر التنسي، وزاوية سيدي أحمد بن عبد الله، وزاوية سيدي يعقوب، وزاوية سيدي أحمد يوب، وزاوية سيدي علي بن منصور.
كما كان يتواصل شيوخ ومريدو هذه الزاوية مع نظرائهم في زاوية سيدي أمحمد بوقبرين.

## شيوخ الزاوية
كان شيوخ زاوية سيدي المربوسي تتم إجازتهم أثناء الاحتلال الفرنسي للجزائر في زاوية سيدي الحمامي قبل التحاقهم بزاوية الهامل.
وكانت الطريقة الرحمانية هي منهاجهم في التصوف ضمن فضاء سهل متيجة وجبال التيطري ومنطقة القبائل.

## طلبة القرآن
تستضيف زاوية سيدي المربوسي العشرات من طلبة القرآن الذين يتم التكفل بهم كليا عبر توفير ظروف المعيشة والدراسة.
ويخضع برنامجهم الدراسي لمنهاج المرجعية الدينية الجزائرية تحت إشراف أساتذة أكفاء.

## ثورة تحرير الجزائر
شاركت «زاوية سيدي المربوسي» بفعالية أثناء ثورة تحرير الجزائر ضد الاحتلال الفرنسي.
وقدمت قافلة من الشهداء من بين مريدي هذه الزاوية مع الكثير من مجاهدي الولاية الرابعة التاريخية.
وقد قام الاحتلال الفرنسي للجزائر بتهديمها خلال عام 1957م بعد مؤتمر الصومام وأثناء معركة مدينة الجزائر.

## المهام

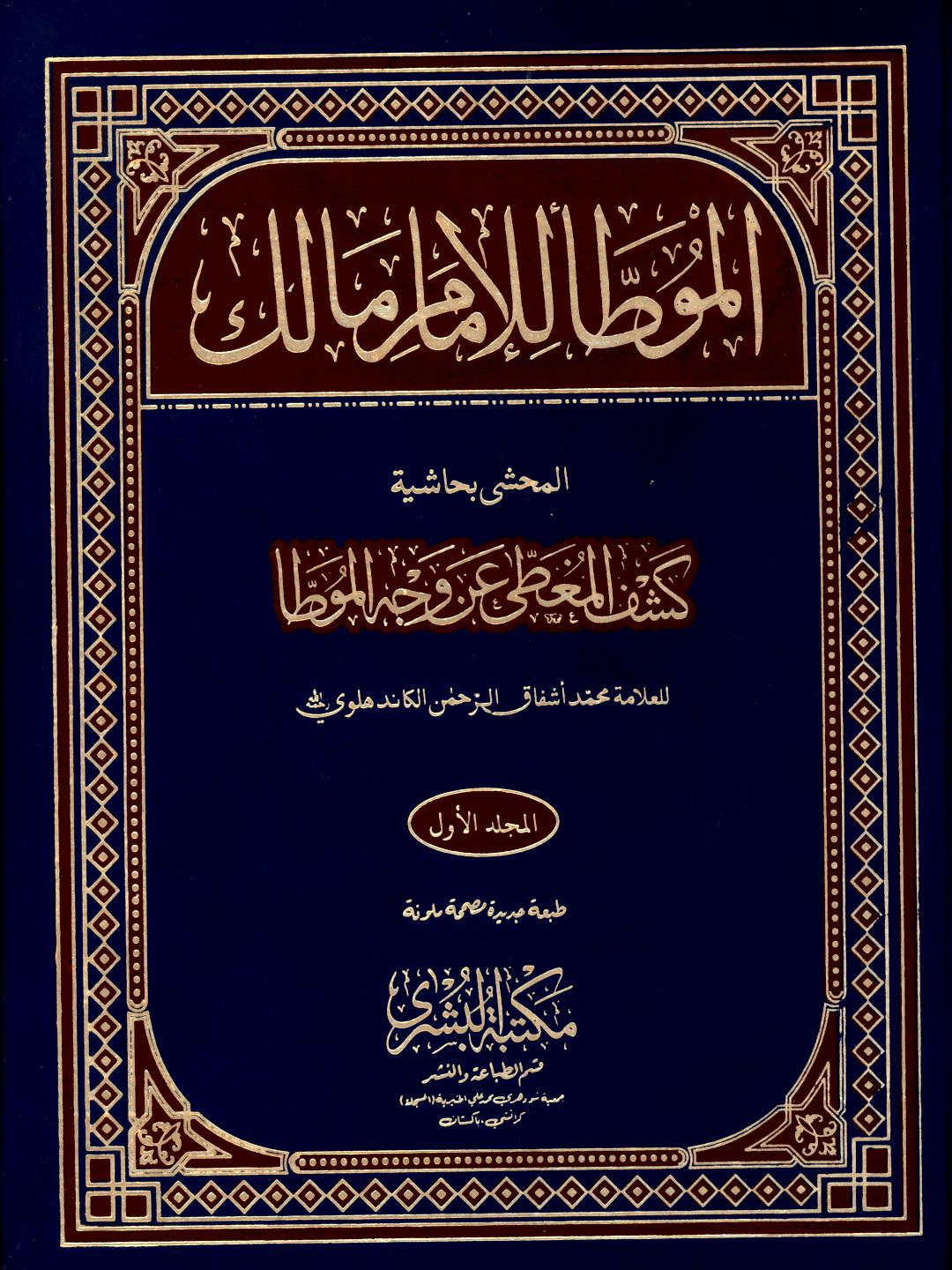
موطأ الإمام مالك

لعبت «زاوية سيدي المربوسي» أدوارا تعليمية وتربوية هامة منذ نشأتها معتمدة في ذلك على المرجعية الدينية الجزائرية، وتخرج على يديها العديد من العلماء والمصلحين ساهمـوا في نشـر تعاليـم الإسلام، وقاومـوا حملات التبشير النصراني بقيادة الكنيسة الكاثوليكية التي باركت وصاحبت الحملة الفرنسية على الجزائر.
وتتمثل مهام الزاوية حاليا في تعليم وحفظ القرآن الكريم وفق رواية ورش عن نافع من طريق الإمام الأزرق وكذلك من طريق الإمام الأصبهاني، التي اعتمدتها أجيال الشعب الجزائري منذ أكثر من اثني عشر قرنا، بما يسمح بتخرج سنوي لعشرات الطلبة الحافظين للقرآن الكريم بأحكامه والحديث النبوي الشريف ومعلمي القرآن والمرشدات الدينيات.
ويُعتمد عليهم في تأطير مختلف مساجد ولاية البليدة وخارجها، خاصة في شهر رمضان بتزويد المساجد بالمقرئين في صلاة التراويح، بالإضافة إلى نشاطات سنوية ستسهر إدارة الزاوية على إقامتها بشكل منتظم في المناسبات الدينية، كإحياء ذكرى المولد النبوي الشريف وغيرها.
ويندرج نشاط هذه الزاوية ضمن العديد من الزوايا والمدارس القرآنية وكتاتيب تعليم وحفظ القرآن وأحكامه والمساجد على تراب ولاية البليدة.

## مكتبة الصور

بلدية الأربعاء
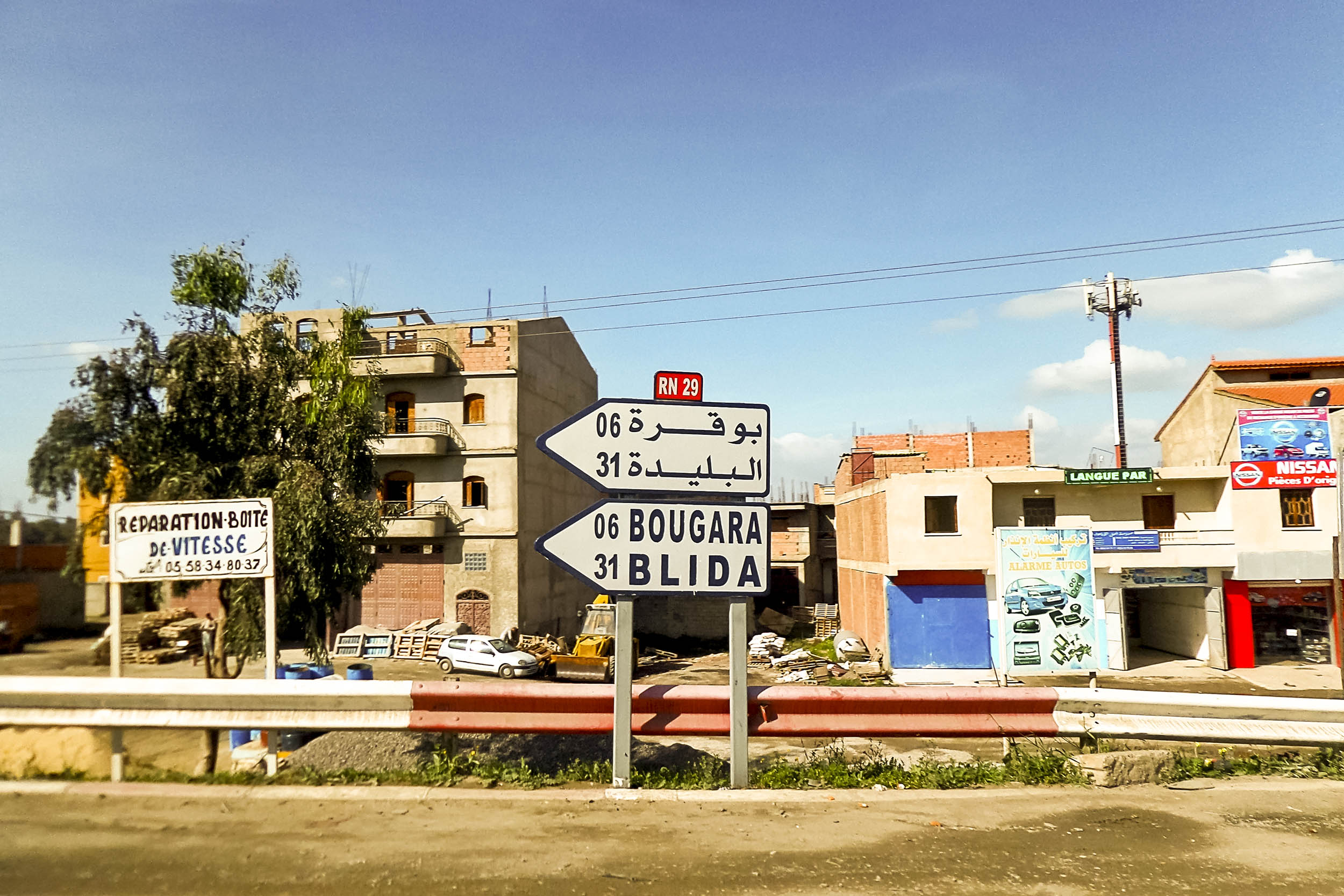
مدينة الأربعاء
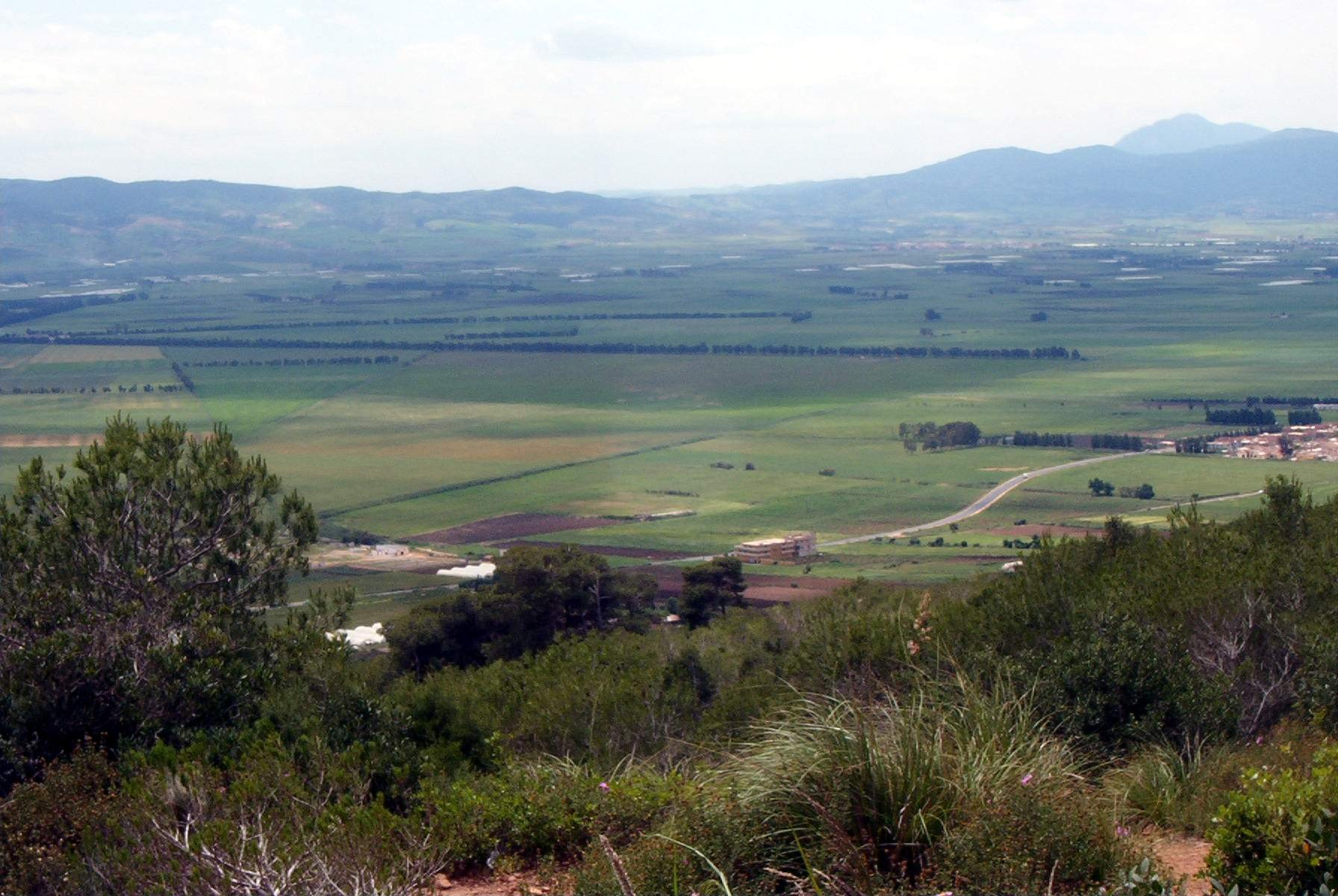
سهل متيجة
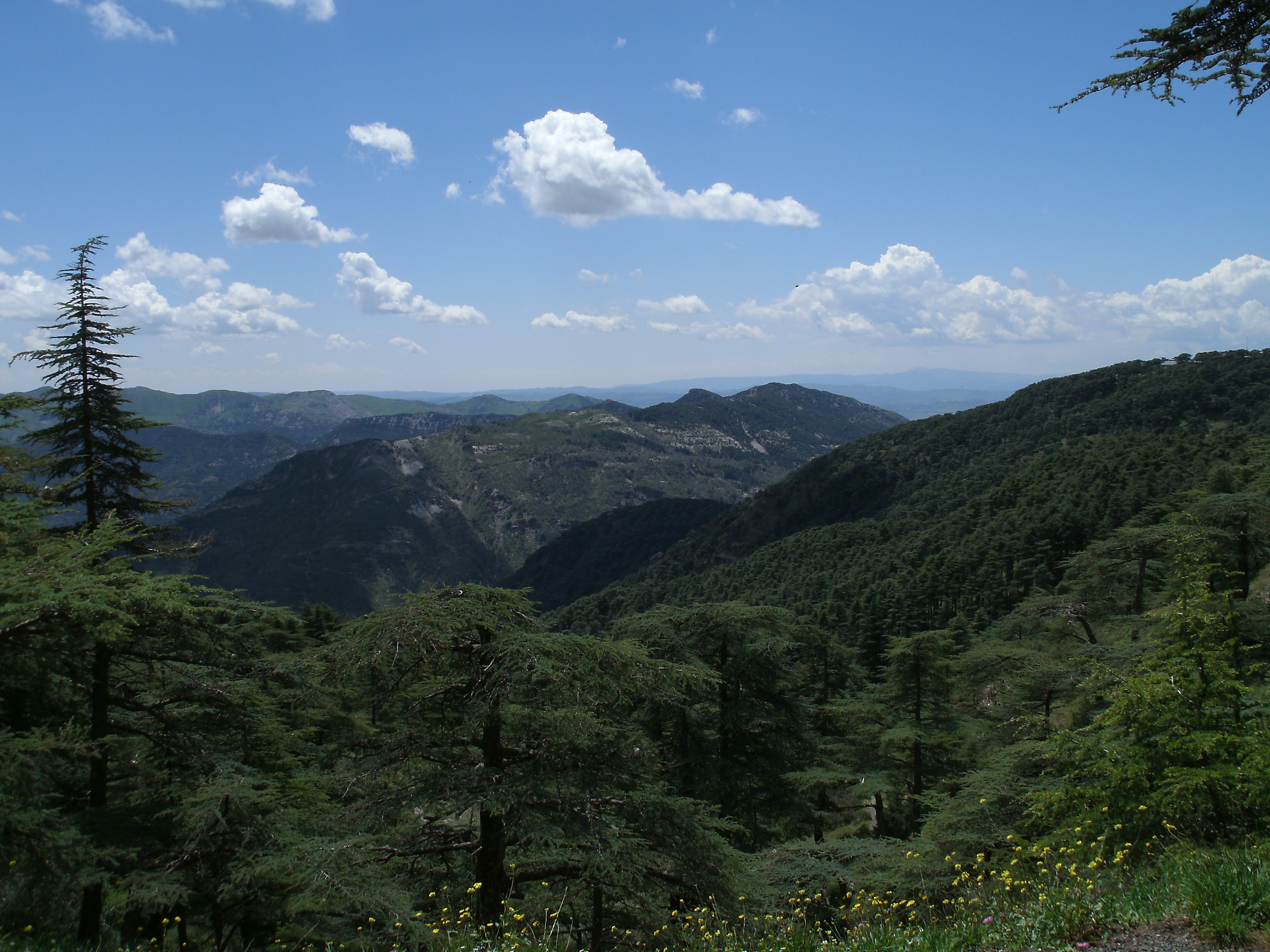
الأطلس البليدي
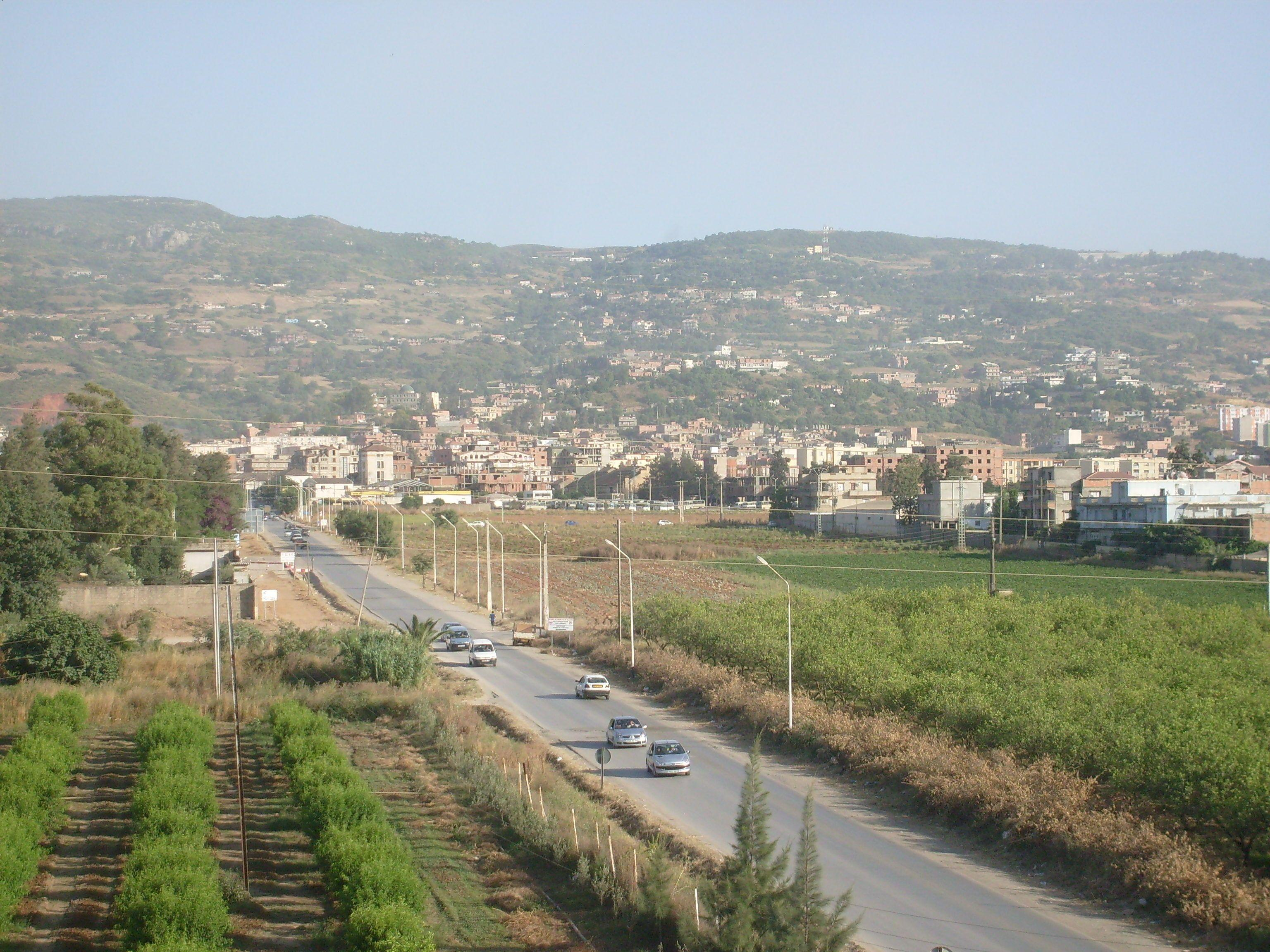
الأطلس البليدي

### مواضيع ذات صلة
- المرجعية الدينية الجزائرية
- وزارة الشؤون الدينية الجزائرية
- الحزب الراتب: الحزاب - الباش حزاب - السلكة - الشيخ - المريد - الورد - الوارد
- الزوايا في الجزائر
- الطريقة الرحمانية
- زاوية سيدي أمحمد بن عبد الرحمن الأزهري
- زاوية سيدي بوسحاقي الزواوي
- زاوية أولاد بومرداس
- زاوية الحمامي
- زاوية سيدي بوخروبة
- زاوية الهامل
- محمد بن عبد الرحمن الأزهري
- طريقة صوفية
- صوفية
- تاريخ التصوف
- سهل متيجة
- ولاية البليدة
- دائرة الأربعاء
- بلدية الأربعاء
- محمد بن أبي القاسم الهاملي

### فايسبوك
- زاوية سيدي المربوسي  على فيسبوك.

### وصلات خارجية
- الموقع الرسمي لوزارة الشؤون الدينية والأوقاف الجزائرية